# 瓦罕

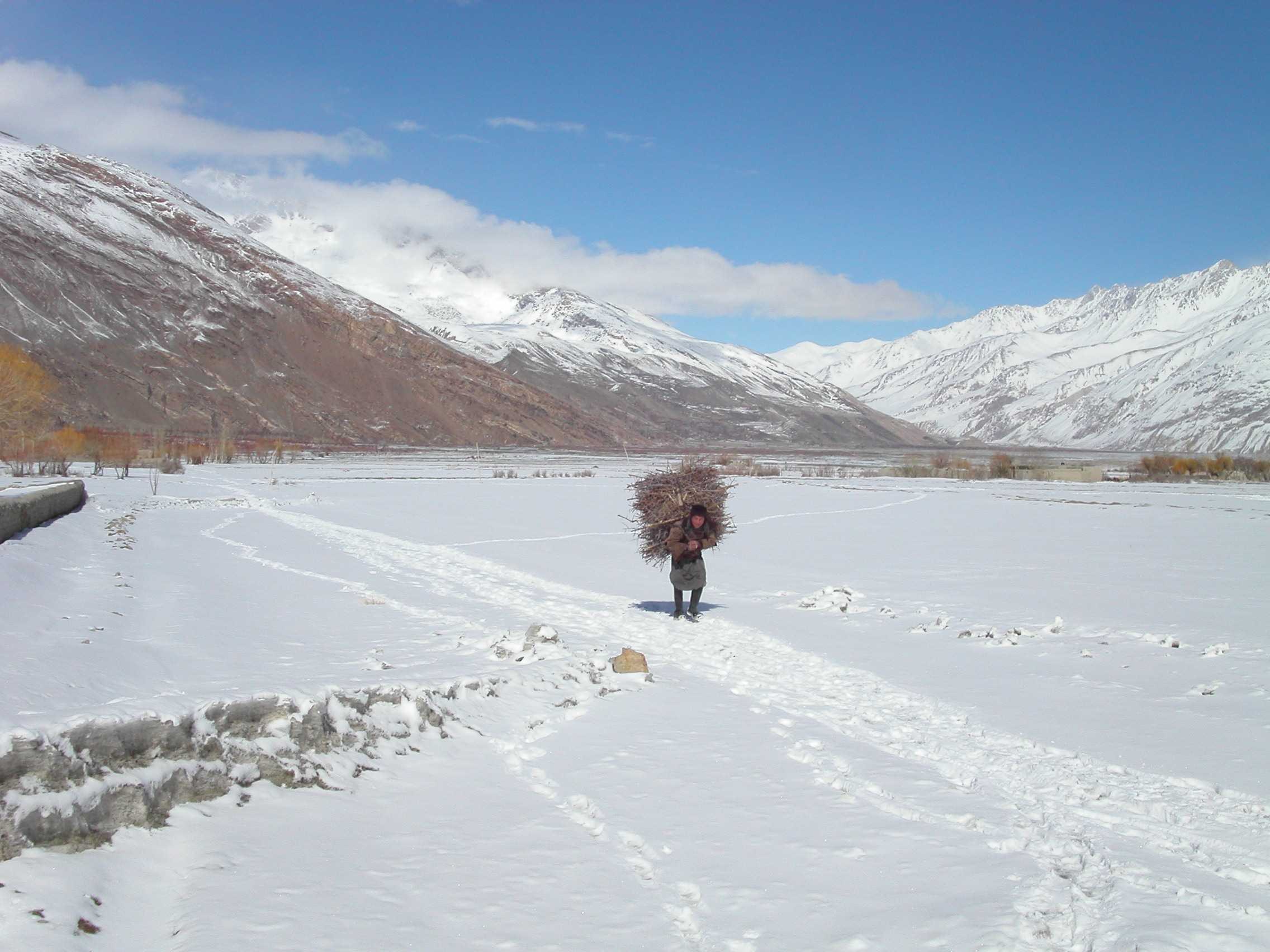
瓦罕走廊

瓦罕（英語：Wakhan District，有时拼写为Vakhan，波斯語：‎，羅馬化：Vâxân，普什圖語：‎，羅馬化：Wāxān），是阿富汗帕米尔、库什和喀喇昆仑地区崎岖多山的部分。瓦罕区是巴达克山省的一个区。

## 地理

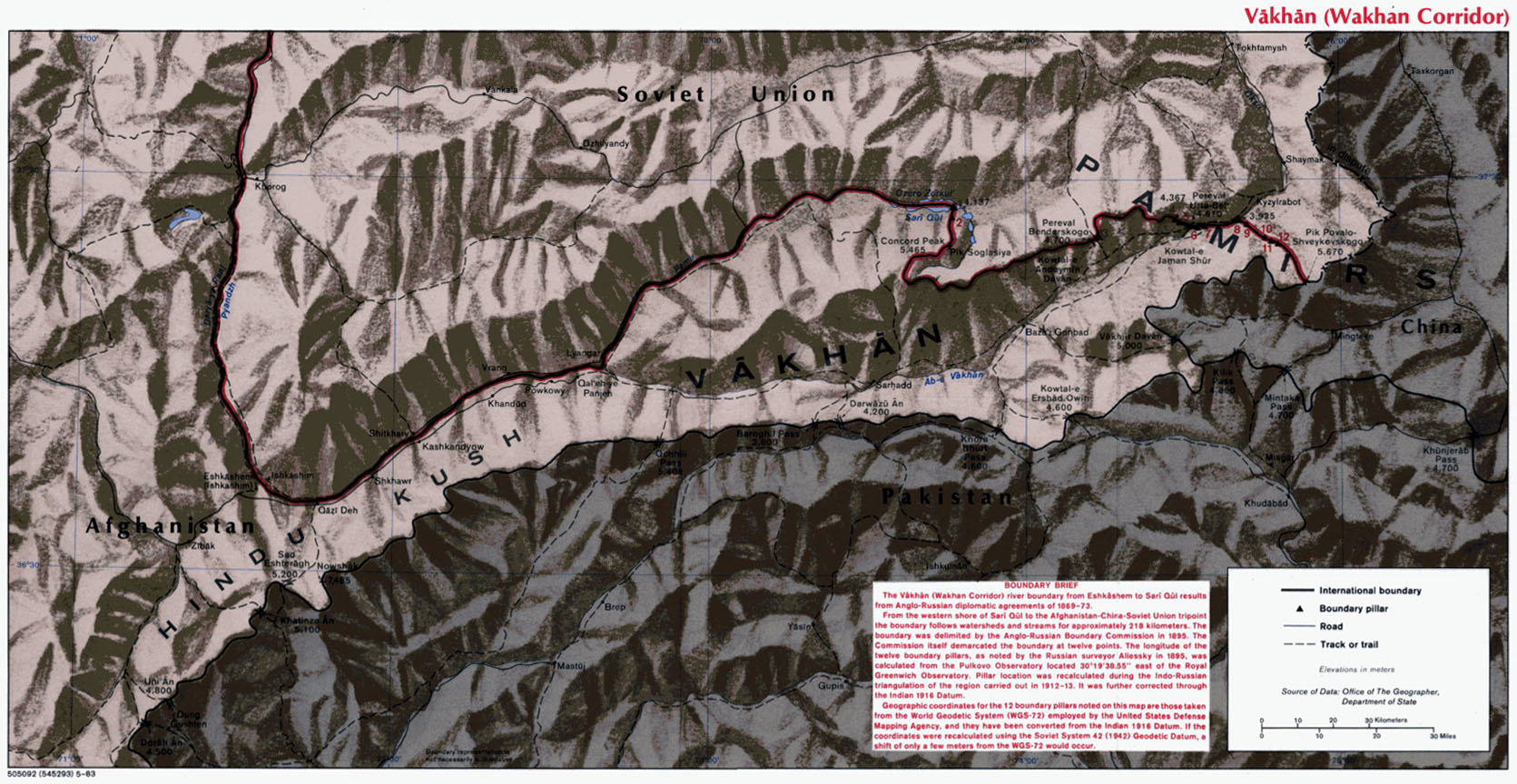
阿富汗和塔吉克斯坦边界沿线的瓦罕及周边地区

位于阿富汗的最东北部。它包含阿姆河（奥克苏斯河）的源头，是从塔里木盆地到巴达克山的旅行者的古老走廊。
直到1883年，瓦罕河包括整个噴赤河和帕米尔河的河谷，以及瓦罕河被称为的噴赤河上游。 1873 年英国和俄罗斯之间的一项协议通过在噴赤河和帕米尔河划定两国的势力范围来分裂瓦罕。 从那时起，瓦罕这个名字现在普遍用来指代两条河流以南的阿富汗地区。历史悠久的瓦罕北部现在是塔吉克斯坦戈尔诺-巴达赫尚自治省的一部分。
进入 瓦罕 的唯一道路是从Ishkashim经过Langar、Qala Panja到Sarhadd的一条崎岖小路。路径从道路的尽头通向Wakhjir Pass ，这是一个通往中国的山口，对旅行者不开放。
瓦罕的西部，位于Ishkashim和Qala Panja之间，被称为下瓦罕，其中包括喷赤河河谷。瓦罕河、帕米尔河及其支流的山谷，以及它们之间的地形，被称为上瓦罕。
上瓦罕的东端被称为帕米尔结，喜马拉雅山脉、天山山脉、喀喇昆仑山脉、昆仑山脉和兴都库什山脉的交汇处。 帕米尔结以西是小帕米尔，这是一个宽阔的 U 形草地山谷，长 100 公里，宽 10 公里，其中包含卡克马同提尼湖，该湖东侧的高原沼泽湖群是阿克苏河（Aksu或Aq Su）、穆尔加布河或巴尔坦格河的源头 。小帕米尔的东端是托克满苏河谷，封闭的托克满苏达坂（4,827米）从那里通向中国。大帕米尔是佐库里湖以南 60 公里长的山谷，佐库里湖流入帕米尔河，注入瓦罕河，位于小帕米尔的西北部。
分隔两座帕米尔高原的山脉被称为尼古拉斯山脉。 尼古拉斯山脉以西，在大帕米尔高原和瓦罕河下游河谷之间，是瓦罕山脉，它的最高峰在Koh-e 帕米尔(6,320 m) 。
该地区的道路上有供奉伊斯玛仪穆斯林的小神龛，并装饰有“特殊的石头、卷曲的野山羊和羊角”，这是琐罗亚斯德教信仰中纯洁的象征，在伊斯兰教到来之前曾出现在该地区。 

### 瓦罕走廊

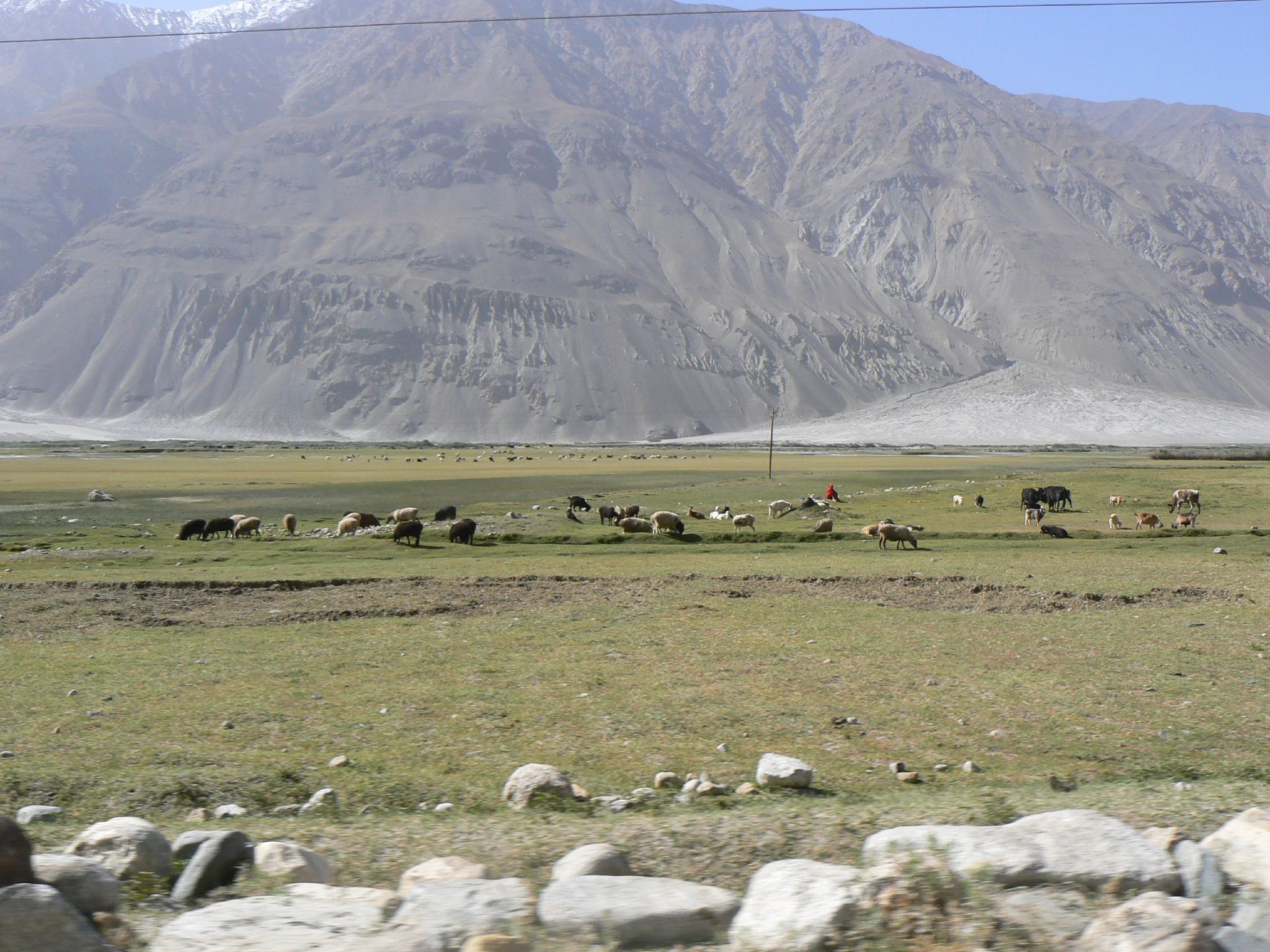
阿富汗和塔吉克斯坦之间的瓦罕

瓦罕连接到中国的塔什库尔干塔吉克县，通过所谓狭长的条形的瓦罕走廊，分隔塔吉克斯坦的戈尔诺-巴达赫尚，和巴基斯坦的开伯尔-普什图省和吉尔吉特-伯尔蒂斯坦。
瓦根基河发源于瓦根基达坂的西部，是瓦罕河的河源，往西流经走廊在布扎依贡巴德(Baza'i Gonbad), 汇合源出卡克马同提尼湖西侧的布扎依达里亚河(Boza'i Darya，也称小帕米尔河) ，称瓦罕河。
瓦罕河在Sarhadd出峡谷，然后在37°01′0″N 72°40′30″E / 37.01667°N 72.67500°E与发源于佐库里湖的帕米尔河河汇合，西流至Qala Panja后，称喷赤河。
喷赤河西流经Langar然后在Ishkashim流出瓦罕走廊改往北流，在经过塔吉克斯坦山地巴达赫尚自治州首府霍罗格汇合其支流贡特河，在Rushon附近汇合其主要支流巴尔坦格河。然后它转向西南，再曲折西流，汇合瓦赫什河后，称阿姆河。
在南部，走廊与兴都库什山脉的高山接壤，穿过Broghol pass、Irshad Pass和废弃的Dilisang Pass到巴基斯坦。

## 历史
从历史上看，瓦罕几千年来一直是一个重要的地区，因为它是中亚西部和东部的交汇处。
西瓦罕（休密修米）在公元 1 世纪初被第一个“大贵霜” Kujula Kadphises征服，是形成原始贵霜王国核心的五个西侯或公国之一。 
直到 1883 年，瓦罕一直是噴赤河和帕米尔河兩岸的公國，由世襲統治者 ( mir ) 統治，首都位於Qila-e Panja。它通常是巴达克山的一個支流，但在 1750 年代，當清朝 征服準噶爾汗國時，他們也最終征服了瓦罕和Shughnan。 浩罕汗國最終在1830 年代從清朝手中奪取了瓦罕和Shughnan。

### 被阿富汗征服
1873 年英国和俄罗斯之间以及 1893 年英国和阿富汗之间的协议通过使噴赤河和帕米尔河成为阿富汗和俄罗斯帝国之间的边界，有效地分割了瓦罕的历史区域。 在其南侧， 1893 年的杜兰线协议标志着英属印度和阿富汗之间的边界。这留下了一条狭长的土地作为两个帝国之间的缓冲区。在 1880 年代（1880-1895），在英國的壓力下，阿富汗 阿布杜爾·拉赫曼汗 加強阿富汗對瓦罕的統治。

### 近代史
1949年，当毛泽东完成共产党对中国的接管时，边界被永久关闭，封锁了有2000年历史的商队路线，将走廊变成了死胡同。 1979 年 12 月苏联入侵阿富汗时，他们占领了瓦罕，并在Sarhadd和其他地方建立了强大的军事哨所。为了方便进出，他们在Gaz Khan加兹汗附近的Prip建造了一座横跨帕米尔河的桥梁。然而，该地区并没有看到战斗。 
2010 年，据报道瓦罕是和平的，没有受到阿富汗其他地区战争的影响。 

## 人口统计
瓦罕人口稀少。总人口估计约为 10,600 人。 瓦罕人和吉尔吉斯人是瓦罕的主要民族。它的大多数居民讲 Vakhi或瓦罕语（x̌ikZIK），以及属于称为Vakhi族群或瓦罕人 。游牧的吉尔吉斯人牧民生活在海拔较高的地区。 
根据联合国环境规划署和联合国粮食及农业组织2003 年的一份报告，瓦罕居民饱受教育匮乏、贫困、健康不佳、粮食不安全和鸦片成瘾的困扰。 

### 瓦罕人
2003 年，Wakhan 的 Wakhi 人口為 9,444 人。幾乎所有人都信奉什葉派伊斯瑪儀派信仰，其中一些人講瓦罕语。 瓦罕人還居住在塔吉克斯坦、巴基斯坦和中國與瓦罕相鄰的幾個地區。
瓦罕人在河谷从事农业，在海拔较高的夏季牧场放牧牲畜。
该地区伊斯兰教的主要教派是伊斯玛仪派，比该国普遍实行的严格伊斯兰教形式温和得多。在瓦罕河西部河口的城市Ishkashim，需要更严格的遵守。该地区长期以来一直被阿富汗中央政府忽视。人们很穷，许多人是住在蒙古包里的传统牧民，缺乏基本的服务。Aga_Khan_Development_Network等非政府组织对该地区产生了兴趣。由 Greg Mortenson创立的Central Asia Institute已经在该地区建造了 11 所学校。 
从事徒步和登山的游客络绎不绝。 
BBC的Alastair Leithead於 2007 年 12 月 26 日發表了一篇關於 瓦罕 的半小時專題報導，特別關注外籍英國醫生Alexander Duncan的工作，為這個人跡罕至的地區提供了重要的擴展媒體報導。他還報導了該地區的帕米爾節。

### 吉尔吉斯人
2003 年瓦罕的吉尔吉斯人口为 1,130 人，全部位于瓦罕东部。 吉尔吉斯人是逊尼派哈纳菲穆斯林。
1916 年在中亚镇压突厥斯坦解放組織反抗俄罗斯统治的叛乱，导致许多吉尔吉斯人后来移居中国和阿富汗。大多数吉尔吉斯难民定居在阿富汗的瓦罕地区。
直到 1978 年，瓦罕的東北部（大帕米爾和小帕米爾）居住著大約 3,000-5,000 名吉爾吉斯人。 1978 年，幾乎所有吉爾吉斯斯坦居民在四月革命後逃往巴基斯坦。他們向美國駐白沙瓦領事館申請了 5,000 份簽證，以便在阿拉斯加（與瓦罕走廊氣候和溫度相似的地區）重新定居，但他們的請求被拒絕了。與此同時，難民營的高溫和不衛生的條件正在以驚人的速度殺死吉爾吉斯斯坦難民。土耳其當時處於凯南·埃夫伦將軍的軍事政變統治之下，介入並於 1982 年將整個群體重新安置在土耳其的凡湖地區。凡湖上埃爾吉斯區的乌卢帕米尔村（或吉爾吉斯語中的“大帕米爾”）被給予他們，其中 5,000 多人仍然居住今天。紀錄片《死羊的 37 種用途——帕米爾柯爾克孜人的故事》取材於這些吉爾吉斯人在新家中的生活。
来自阿富汗瓦罕地区的吉尔吉斯人于 1970 年代移居巴基斯坦。其中近1100人被土耳其接纳在乌卢帕米尔村（或吉尔吉斯的“大帕米尔”）定居，这是他们在凡省的安置村。 
在苏联占领阿富汗之后，一些吉尔吉斯人于 1979 年 10 月返回瓦罕。 

## 旅游

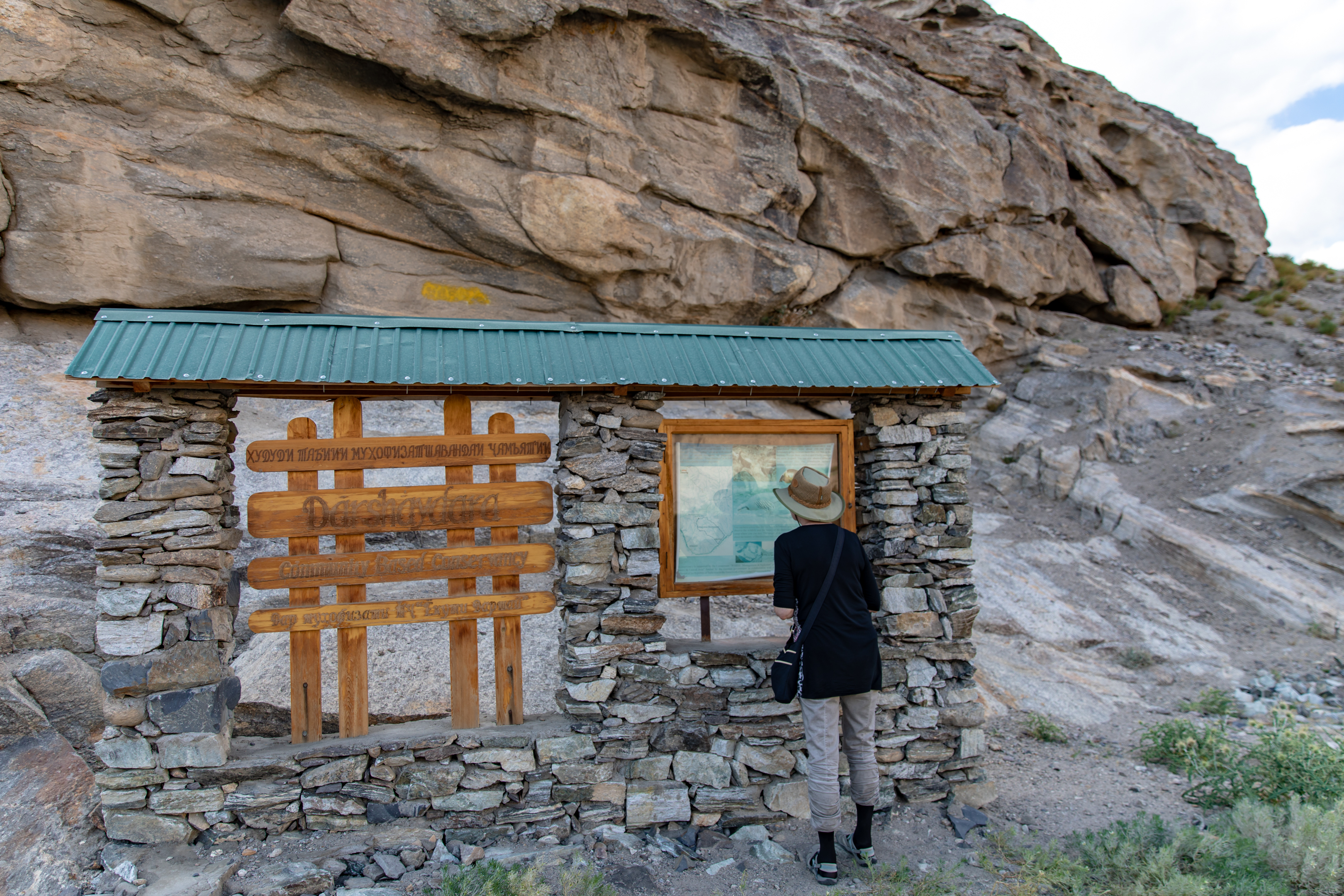
瓦罕 塔吉克斯坦一侧的一名游客正在查看信息板

近年來，瓦罕 已成為冒險徒步旅行者的目的地，一些旅遊公司提供前往該地區的旅行。 BBC 記者約翰·辛普森 (John Simpson )推薦該地區作為度過美好且相對安全的假期的地方。 BBC節目主持人凱特·漢布爾（ Kate Humble）報導說該地區風景優美，人民友好。整個瓦罕在 2014 年被指定為受保護的瓦罕國家公園。

## 流行文化
瓦罕在Greg Mortenson的著作Stones into Schools中扮演了重要角色。這本書講述了在阿富汗瓦罕一个吉爾吉斯人的布扎依贡巴德村建造學校的故事。這個故事的事實準確性在強·克拉庫爾的電子書三杯欺騙中受到強烈質疑。